# La Vienne dynamique
La Vienne dynamique est une attraction et un film du parc du Futuroscope. Il s'agit d'un cinéma dynamique ouvert en 1994 dans sa version initiale, puis plusieurs fois améliorée technologiquement.
La durée totale de l'attraction est d'environ 21 minutes.

## Architecture: le Pavillon de la Vienne
Le bâtiment abritant l'attraction La Vienne dynamique est le Pavillon de la Vienne. Ouvert en 1994, il est conçu par l'architecte français Denis Laming, comme tous les autres pavillons du Futuroscope. 
Le pavillon porte le nom de la rivière éponyme, la Vienne qui donne elle-même son nom au département de la Vienne, le conseil général ayant lui-même créé le parc en 1987.
L'eau, l'élément symbole des rivières, est utilisée ici comme un élément architectural à part entière. C'est en effet de l'eau qui constitue la matière même de la façade. Transparent, le vitrage sous-jacent ne sert que de support mécanique au ruissellement. Miroir liquide, ce mur d’eau reflète des bribes du paysage et change de contenu selon l'humeur du ciel. Au sommet du mur d'eau de 672 m2, 720 buses, soit une tous les 5,8 cm, déversent environ 450 m3 d'eau par heure, purifiée en permanence afin de ne pas ternir le support en verre. Le chéneau collectant l'eau est une évocation du cours d'une rivière. La consommation quotidienne moyenne s’élève à une centaine de mètres cubes.

## Technologie
Ouverte en 1994, l'attraction a toutefois connu plusieurs évolutions techniques notables à partir de 2007.
L'attraction est composée de deux salles successives :
Pré-salle
La première salle est une pré-salle de 192 places, où était présenté, avant 2010, un mur d'images en triptyque composé de 850 téléviseurs à tube cathodique, chacun de 53 centimètres de diagonale. Disposé en un quadrillage de 25 lignes et 34 colonnes, le mur d'écrans mesurait au total dix mètres de haut par 16,2 mètres de large, pour une surface de 162 m2. Un petit documentaire sur l'histoire du Futuroscope et de sa technopole y était projeté pendant que les derniers visiteurs arrivaient pour venir assister au film de la deuxième salle.
En 2010, le mur d'images est remplacé par un nouveau dispositif audiovisuel conçu par les sociétés Via Storia, Cnograph et Aquatique Show. Ce nouveau spectacle est composé d'un écran géant rectangulaire et d'un rideau d'eau, capable de reproduire des formes et des mots grâce à des effets lasers et un réseau de 12 000 électrovannes. 60 000 litres d'eau par heure circulent en circuit fermé dans le système.
Un film promotionnel sur le département de la Vienne y est projeté, réalisé par Cnograph, sur des musiques d'EZ3kiel, Freddy Jay et Vitalic.
La nouvelle pré-salle est baptisée Salle René Monory, en souvenir de l'ancien président du conseil général de la Vienne et fondateur du parc décédé en 2009.
Depuis 2025, le film promotionnel projeté en pré-salle a été actualisé. Il présente désormais une version plus moderne du cœur de la Vienne, tout en gardant à l'honneur les mêmes lieux et parcs de loisirs montrés auparavant, tels que La Vallée des Singes, Terre de Dragons (anciennement, La Planète aux Crocodiles), Notre-Dame la Grande, Les Géants du Ciel, ainsi que le Futuroscope lui-même.
De nouvelles promotions événementielles sont ajoutées au film, telles que le dernier couronnement de Miss France, les avancées technologiques opérées au sein du CNRS de la Vienne, ou encore les spectacles présentés au sein de l'Arena Futuroscope.
Salle des simulateurs
La deuxième salle, la Salle des simulateurs (salle principale du bâtiment), présente un film dynamique nommé Vienne dynamique. 
Le film est projeté en 70 mm vertical, sur un écran géant de 315 m2, remplacé depuis février 2012 par un projecteur numérique. La puissance lumineuse est de 7 000 watt. Les visiteurs sont installés par groupe de deux sur 96 plateformes à vérins hydrauliques, de type hexapode, les mouvements des sièges étant synchronisés avec le film. L'ensemble des plateformes est alimenté par quatre groupes hydrauliques (un pour 24 sièges), constitués respectivement d'une bâche de 400 litres d'huile, d'un moteur de 55 kilowatt et d'une pompe mettant le circuit sous une pression de 100 bars. Le constructeur du dispositif des sièges de type Maxi motion seat 2 est la société suisse Intamin.
Depuis février 2007, de nouveaux dispositifs s'ajoutent aux plateformes : quelques équipements comme des brumisateurs, ventilateurs augmentent l'immersion sensorielle dans l'action du film. La bande sonore du film s'est elle aussi améliorée avec une spatialisation du son. Les huit pistes numériques sont stockées sur disque dur 
Depuis février 2012, la salle est agrémentée d'écrans supplémentaires sur les murs latéraux de la salle, augmentant ainsi l'ambiance visuelle du film ainsi que la sensation de vitesse lors des scènes d'action. Ce dispositif scénographique est créé par l'agence Les Crayons et l'entreprise Cosmo AV est chargée de la production et la réalisation (depuis 2017 ces effets ne marchent plus). Depuis cette même date, l'attraction est accessible aux enfants à partir de 1,05 m par l'ajout de rehausseurs pour les simulateurs de la première rangée. La taille minimum était de 1,20 m précédemment.

## Résumé des évolutions techniques de l'attraction
| Année | Évolution |
| ----- | --- |
| 1994  | Ouverture de l'attraction : mur d'images (850 écrans) + salle des simulateurs                                                  |
| 2007  | Salle des simulateurs : ajout des effets sensoriels                                                                            |
| 2010  | Pré-salle : retrait du mur d'images, nouveau dispositif écran + rideau d'eau et lasers                                         |
| 2012  | Salle des simulateurs : nouveau projecteur numérique 4K + ajout des écrans latéraux                                            |
| 2025  | Pré-salle : Film de présentation de la Vienne retravaillé et actualisé. Arrêt de la projection sur rideau d'eau et des lasers. |

## Le film

### Synopsis

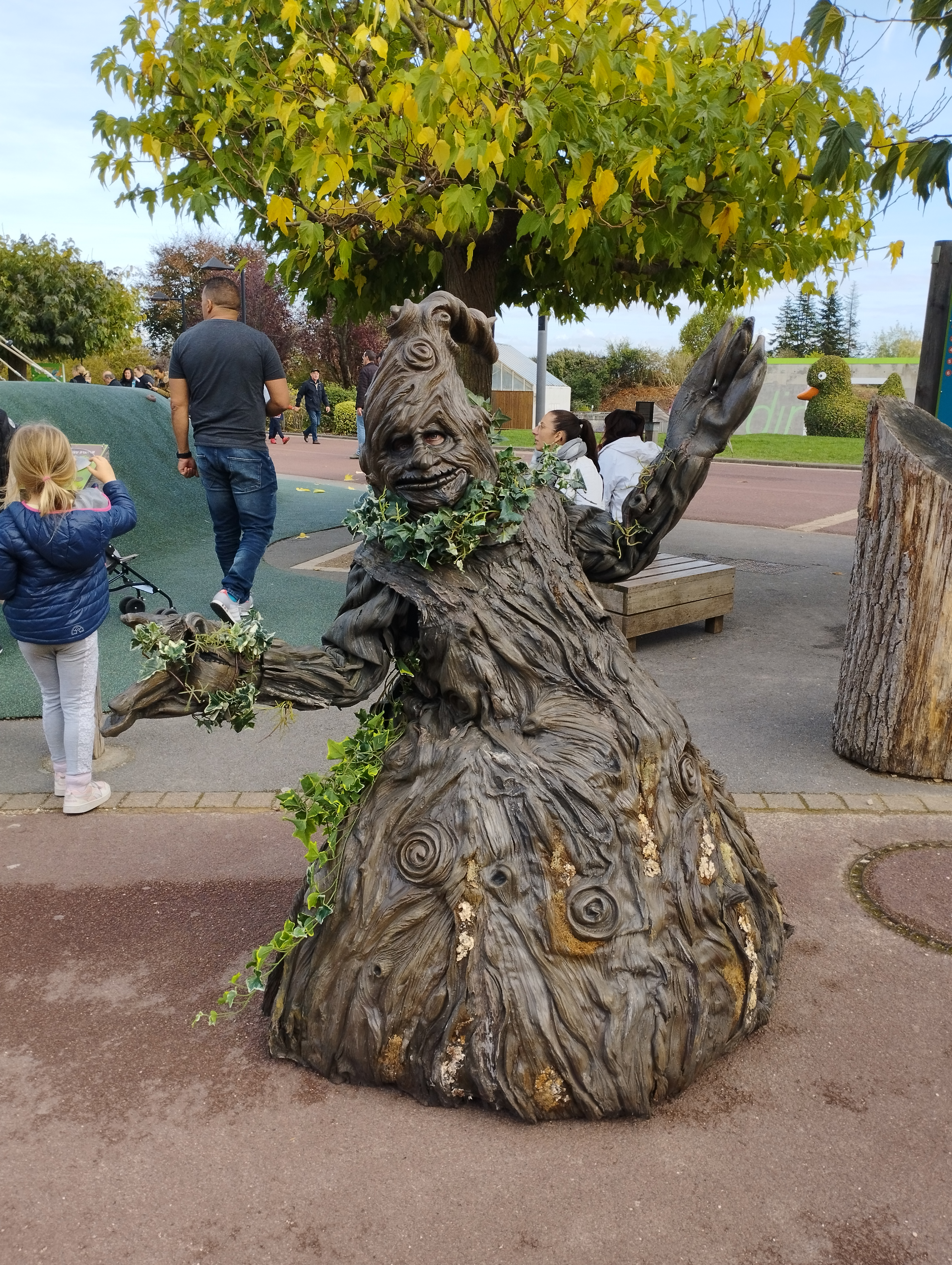
Mascotte du Guerliguet dans les allées du Futuroscope.

À bord d'un train qui parcourt la campagne, Tom, un jeune homme en tenue de mariage, se réveille et se rend compte qu'il a manqué son arrêt à Poitiers. Il se lève en précipitation, quitte son compartiment en laissant toutes ses affaires pris de panique. Il explique son retard à un autre passager qui lui conseille ironiquement de sauter du train, et après une hésitation à la porte du train, déclenche la manette d'arrêt d'urgence et finit par sauter du train encore en marche, dans un champ. En sortant du train, Tom emprunte un chemin arboré à proximité du château de La Roche à Magné. En pénétrant en pleine forêt de Moulière, il frappe de rage le tronc d'un immense chêne. L'arbre se métamorphose alors et, dans un grand vacarme, prend vie sous la forme d'un petit lutin des bois, le Guerliguet des forêts, qui se réveille par un violent pet et éternue. Le personnage vient à la rencontre de Tom, l'interroge sur sa présence, lui demande quel est son vœu et comprend par télépathie qu'il doit se rendre à son mariage. Le Guerliguet donne alors un champignon magique, lui promettant un grand voyage pour accomplir son vœu. En mangeant le champignon, Tom est pris d'un élan d'énergie et entame alors un périple mouvementé. Il se met à courir et plonge dans un ruisseau, pour faire surface dans la rivière Vonne à Jazeneuil. Le Guerliguet l'invite à grimper dans une barque et de ramer pour que son voeu s'exauce. Un simple coup de rame élance la barque à pleine vitesse au fil de l'eau sur la rivière Clain jusqu'à s'échouer sur une plage sous le regard ébahi de plusieurs personnes. Tom descend de la barque et quitte les lieux à pied, se cogne contre un arbre non loin de l'abbaye Saint-Junien de Nouaillé-Maupertuis, et retrouve le Guerliguet sur le promontoire du château d'Angles-sur-l'Anglin. Le Guerliguet jette un sort à Tom qui s'envole alors au-dessus de la vallée de l'Anglin, puis survole successivement la Gartempe (Roc d'enfer), Saint-Savin et son abbaye, Loudun et sa tour carrée, avant de chuter au beau milieu du terrain golf de Roiffé. Tom s'embarque alors dans une voiturette de golf, et démarre. Le Guerliguet à l'arrière du véhicule surprend Tom et lui cache la vue, révélant qu'il est désormais au volant d'une Formule 3 sur la ligne de départ d'une course sur le Circuit du Val de Vienne. La course s'élance avec d'autres concurrents puis, après plus d'un tour, la voiture s'encastre dans l'extérieur d'un virage et est téléportée dans les rues de la cité médiévale de Chauvigny, tentant de doubler une 2CV rouge ou manquant notamment de percuter un tracteur et un scooter en sens inverse, et manquant de percuter plusieurs passants apeurés dont un ouvrier dans une bouche d'égout, un passant promenant en landau, des jeunes en patins à roulettes … la voiture traverse finalement une fête médiévale et, sous les flammes d'un cracheur de feu, la voiture de Tom est téléportée à Saint-Savin, freine et s'arrête juste devant une marchande de tournesols. Paniqué, Tom descend de la voiture en trébuchant, vêtu de son costume de marié en lambeaux, et reprend ses esprits en sautant de joie à la vue de son point d'arrivée : l'église de Saint-Savin. Il pénètre ainsi dans laquelle tous les invités l'attendaient et l'applaudissent, et saute dans les bras de sa mariée.
Le Guerliguet se promène occasionnellement dans les allées du parc sous forme d'une mascotte depuis 2012.

#### Remarques
La progression du périple est en réalité purement illogique, sans aucune linéarité géographique d'une scène à l'autre.
Pour exemples, Tom arrive en forêt de Moulière alors qu'aucune ligne de train ne la traverse ; les personnages survolent la vallée de la Gartempe, puis Saint-Savin (qui est pourtant le point d'arrivée du périple), puis Loudun (commune à l'opposé du département) et le golf du Domaine de Roiffé ; la course automobile relie directement le circuit du Vigeant, les rues de Chauvigny et de Saint-Savin, alors qu'ils sont séparés tous les trois par des dizaines de kilomètres.
Au-delà d'un film dynamique humoristique, le film est réalisé pour mettre en scène les grands lieux du patrimoine architectural médiéval et roman de la Vienne, et ainsi promouvoir le tourisme et la découverte de la région auprès des visiteurs du Futuroscope.

### Fiche technique du film
- Titre : Vienne dynamique
- Durée : 12 minutes (version originale) / 8 minutes (version courte, introduite en 2012, pour les journées de haute fréquentation)
- Réalisation : Olivier Chavarot
- Musique : Alexandre Desplat[N 1]
- Scénario : Laurent Guyot, sur une idée d'Olivier Habid
- Producteur délégué : Patrick Bésenval, Bakélite[N 2]
- Producteur exécutif : Jean-Louis Monthieux, Saligna and so on[N 3]

### Distribution
- Jean-Philippe Bêche : Tom[N 3]
- Claude Piéplu : passager du train
- Jean-Yves Tual : le Guerliguet
- (autres figurants : habitants de la Vienne)

Note : Le générique final comporte plusieurs fautes d'orthographe dans les noms de famille, ici corrigées.